# Traffik
Traffik is een Britse miniserie uit 1989 over de illegale drugshandel, die op Channel 4 werd uitgezonden. De serie vertelt drie verweven verhaallijnen vanuit het perspectief van Afghanen en Pakistanen die betrokken zijn bij de opiumteelt, heroïnevervaardiging en drugshandel, drugsdealers in Duitsland en drugsgebruikers in het Verenigd Koninkrijk.
De serie werd geschreven door Simon Moore en werd geregisseerd door Alastair Reid.
Traffik werd genomineerd voor zes BAFTA's, waarvan er vier geïncasseerd werden. Ook won de serie een International Emmy Award.
In 2000 ging de Amerikaanse film Traffic in première die gebaseerd is op Traffik. In 2004 werd onder die naam ook een Amerikaanse miniserie uitgebracht die gebaseerd is op zowel de Britse serie als de film.
In 2001 werd Traffik op dvd uitgebracht.

## Rolverdeling
- Bill Paterson als Jack Lithgow, een Home Office minister die belast is met het bestrijden van de heroïne-import uit Pakistan
- Julia Ormond als zijn drugsverslaafde dochter Caroline.
- Juraj Kukura als Karl Rosshalde, een Duitse drugssmokkelaar.
- Lindsay Duncan als Rosshalde's Engelse vrouw Helen.
- Fritz Müller-Scherz en Tilo Prückner als Duitse detectives die proberen om Rosshalde veroordeeld te krijgen met de hulp van informant Jacques Ledesert (Peter Lakenmacher)
- Jamal Shah als een Pakistaanse opiumteler die van zijn land wordt gezet als gevolg van beleid dat door de Britse overheid wordt aangemoedigd.
- Talat Hussain als de Pakistaanse drugsbaron Tariq Butt, die Rosshalde's Europese netwerk van heroïne voorziet.
- Faryal Gohar als Roomana, dochter van een Pakistaanse magistraat, die Litgow de kwalijke invloed van Butt op douane-ambtenaren laat zien.
- Ismat Shahjahan als Sabira, Fazal's vrouw.

## Afleveringen
|   | Aflevering       | Uitzenddatum |
| - | ---------------- | ------------ |
| 1 | "The Farmer"     | 22 juni 1989 |
| 2 | "The Addict"     | 26 juni 1989 |
| 3 | "The Criminal"   | 3 juli 1989  |
| 4 | "The Chemist"    | 10 juli 1989 |
| 5 | "The Politician" | 17 juli 1989 |
| 6 | "The Courier"    | 24 juli 1989 |

## Prijzen en nominaties
| Jaar | Prijs                    | Categorie                 | Resultaat   |
| ---- | ------------------------ | ------------------------- | ----------- |
| 1989 | International Emmy Award | Drama                     | Gewonnen    |
| 1990 | BAFTA Awards             | Drama Series or Serial    | Gewonnen    |
| 1990 | BAFTA Awards             | Design                    | Gewonnen    |
| 1990 | BAFTA Awards             | Film Cameraman            | Gewonnen    |
| 1990 | BAFTA Awards             | Film Sound                | Gewonnen    |
| 1990 | BAFTA Awards             | Film Editor               | Genomineerd |
| 1990 | BAFTA Awards             | Original Television Music | Genomineerd |